# 彭冲 (香港體育界)
彭，SBS（1938年1月4日—），前香港田徑運動員，曾於1950至1960年活躍於體壇。之後於1960年代中期加入教育司署工作，再轉職市政總署先後從事文化和運動行政工作，直至1993年退休前為市政總署助理署長。彭冲退休後於1998年擔任中國香港體育協會暨奧林匹克委員會義務秘書長逾20年。期間曾因2014年呂品韜風波以及拉走吳芷柔合照事件而引起爭議。

## 背景

### 背景
彭冲早年在香港島銅鑼灣怡和街成長，1950年畢業於銅鑼灣聖公會學校（1945年復校時租用英皇道10號、12號上課，現為聖公會聖米迦勒小學），曾就讀灣仔書院，1958年畢業於伊利沙伯中學（1954年入學，與已故香港道教聯合會會長湯偉奇為同屆同學，1958年報考英文中學會考的中國文學與歷史、世界歷史、化學、生物、英文、中文、地理、公文以及數學科）。在校時活躍於學校運動會，曾以伊利沙伯中學學生身份參加由南華體育會舉辦的全港學運大會，1959年創下第14屆學運大會跳高項目之最高歷史紀錄 ─ 1公尺81，同期參加香港業餘田徑總會跳遠賽事奪得冠軍。後來在當時在位於香港島銅鑼灣高士威道皇仁書院內的皇仁舊生會夜中學讀了一年預科。同時他一邊繼續當運動員，一邊賺錢交學費，並認識了聖貞德中學前校長冼梓林和獲對方教導他學習四書五經以通過羅富國師範學院的入學試。

### 仕途
彭冲於1959年至1961年入讀羅富國師範學院修讀兩年制的教育課程，主修中文科和體育科；是香港大學中文系退休教授羅慷烈的學生。畢業後，他應自己中學時候的老師邀請，到荃灣官立中學任教一年。同年，即1962年考入香港大學地理系且入住梅堂（May Hall）宿舍，在校時奪得社際杯（1965年二級榮譽畢業）。彭冲當時先代表香港參加1962年雅加達第四屆亞洲運動會及1966年泰國曼谷第五屆亞洲運動會，才於大學完成地理與地質學學士課程至1966年畢業。
大學畢業後，彭冲再次代表了香港出戰1966年曼谷亞洲運動會。此時他已於1965年9月6日加入教育司署，以官立學校教師/助理教育官身份到皇仁書院教了兩年預科。又曾於1960年代初在聖公會鄧肇堅中學教授體育科，當時受他教導的學生有吳雨和香港著名電視節目《勁歌金曲》及演唱會監製楊健恩。他從1965年起任職教育司署助理教育主任（學校），直至1969年升為教育主任（學校）。此前於1968年前往新界的香港教育司署課程發展及輔導視學處工作，於塔門從事教育事宜，其時為一名教育官。
其後彭冲在1978年轉職市政事務署文化工作科（1980年改稱市政總署文化署）擔任文化工作經理，負責協助促進香港的體育和文化發展。伊利沙伯體育館和香港體育館為其負責參與建成的兩個體育場館，建成後為前者之館長。離開教育司署前的銜頭是英語科高級教育官。1980年代先後擢升為市政總署文化署體育康樂推廣組體育館及娛樂事務總經理。而彭冲處理文化工作的同時亦為中國香港體育協會暨奧林匹克委員會於1981年至1998年擔任義務副秘書長的職務。他於1984年5月25日升為文化工作總經理，然後在1991年8月1日升為市政總署助理署長（文娛及體育館）至1993年8月1日退休。到了1998年起至2015年擔任港協暨奧委會義務秘書長。

### 體壇和相關發展
彭冲曾於1950至1960年活躍於香港的體育比賽。他是跳高、跳遠及三級跳（1965年至1974年）記錄的冠軍得主及紀錄保持者。而且，他更獲選為1959年至1960年度和1969年至1970年度香港業餘田徑總會成年男子組年度最佳運動員，而其妻子伍雪葵更五度當選過成年女子組年度最佳運動員，包括1956年至1957年、1958年至1959年、1959年至1960年、1960年至1961年和1961年至1962年。伍雪葵同是活躍於1950至1960年代的跳遠兼短跑運動員。彭冲在1960年代獲選為亞洲運動會香港田徑隊代表，並於1980至1990年代多次出任香港代表團團長，帶領運動員參與奧林匹克運動會、亞洲運動會、英聯邦運動會及東亞運動會的賽事。
另外，彭冲在2006年被委任為第29屆北京奧運馬術委員會（香港）委員，翌年獲委任為2008年北京奧運會香港區火炬接力組委會聯席主席。彭冲自1950年代至今一直關注香港體育界的發展。除了推動香港體壇發展之外，亦致力推動國際體育活動與賽事進行。他既是亞洲奧林匹克理事會文化及教育委員會委員，也是香港業餘田徑總會名譽副會長和香港聯合國教科文組織協會副會長。在2009年，彭冲以東亞運動會籌備委員會秘書身分參與香港主辦的第一次國際綜合項目運動會。他在2015年由中國體育協會暨奧林匹克委員會義務秘書長轉任名譽顧問，由義務副秘書長王敏超署任其義務秘書長的崗位。同年，獲香港體育協會暨奧林匹克委員會頒發「2015年度國際奧委會——體育與創新大獎」。又在亞洲奧林匹克理事會在第三十四屆全體會議開幕禮上獲得「亞洲奧林匹克理事會榮譽獎章」，以表彰他在香港及亞洲地區推廣奧林匹克運動的貢獻。此前，他在2002年獲香港特別行政區政府頒授銅紫荊星章，後在2010年獲頒授銀紫荊星章以表揚他「致力推動香港體育發展」和「促進香港運動員的福利及權益」。他現時是南華體育會司庫。另一方面早在1970年代任該體育會的總秘書及田徑代表隊領隊兼教練（1978年從英國獲得田徑教練資格）。

### 爭議事件
彭冲擔任中國香港體育協會暨奧林匹克委員會義務秘書長時曾被人非議。在2014年，短道速滑運動員呂品韜參加2014年冬季奧林匹克運動會時指出因為港協暨奧委會佔了名額以致無隊醫同行。彭冲事後反駁呂品韜的指控，且語帶譏諷地反問他是否每天都要向運動員打躬作揖和請安才是關心運動員的表現。結果事件引起了公眾對香港體育協會暨奧林匹克委員會管理不善、黑箱作業的熱議。
除此之外，在2014年8月，2014年夏季青年奧林匹克運動會在南京舉行。期間，彭冲於羽毛球運動員吳芷柔勝出男女子混合雙打比賽，接受時任無綫新聞體育主播伍家謙訪問時，先打斷訪問，後拉走吳芷柔與香港代表團團長、霍啟剛等香港體育協會暨奧林匹克委員會的重要人物合照。結果引來公眾責罵其沒有禮貌的行為。但港協暨奧委會於同年8月23日發出新聞稿護短，形容彭冲只是「未察覺有關電子傳媒與該運動員的採訪尚未結束」，所以便邀請吳芷柔與香港代表團其他成員一同慶祝。

### 其他資料
彭冲曾於1960年代擔任伊利沙伯中學舊生會副會長。

## 家庭生活
彭冲於1966年結婚，其妻為前運動員伍雪葵。二人育有一名女兒彭芷君。彭冲小姨伍育葵是前香港女子網球冠軍。而他的女婿是瑪麗醫院心胸外科副顧問醫生辛光耀。

## 著作
- 2011年：《日新又新——中國香港體育協會暨奧林匹克委員會 香港體育發展六十年》（由郭少棠著、彭冲擔任編輯委員會主席）
- 2014年：《A. de O. SALES - Trailblazer for Hong Kong’s Road to the Olympics》（與Peter Moss合著）
- 2017年：《香港馬拉松的足蹤》（與楊世模合著）
- 2019年：《走過香港奧運路》